# Jerry Sikhosana
Jerry Sikhosana (Tembisa, 1969. június 8. –), dél-afrikai válogatott labdarúgó.
A Dél-afrikai Köztársaság válogatott tagjaként részt vett az 1998-as világbajnokságon.

## Sikerei, díjai
Orlando Pirates
- Dél-afrikai bajnok (2): 1994, 2000–01
- CAF-bajnokok ligája győztes (1): 1995
- CAF-szuperkupa győztes (1): 1996